# Fuchshalle

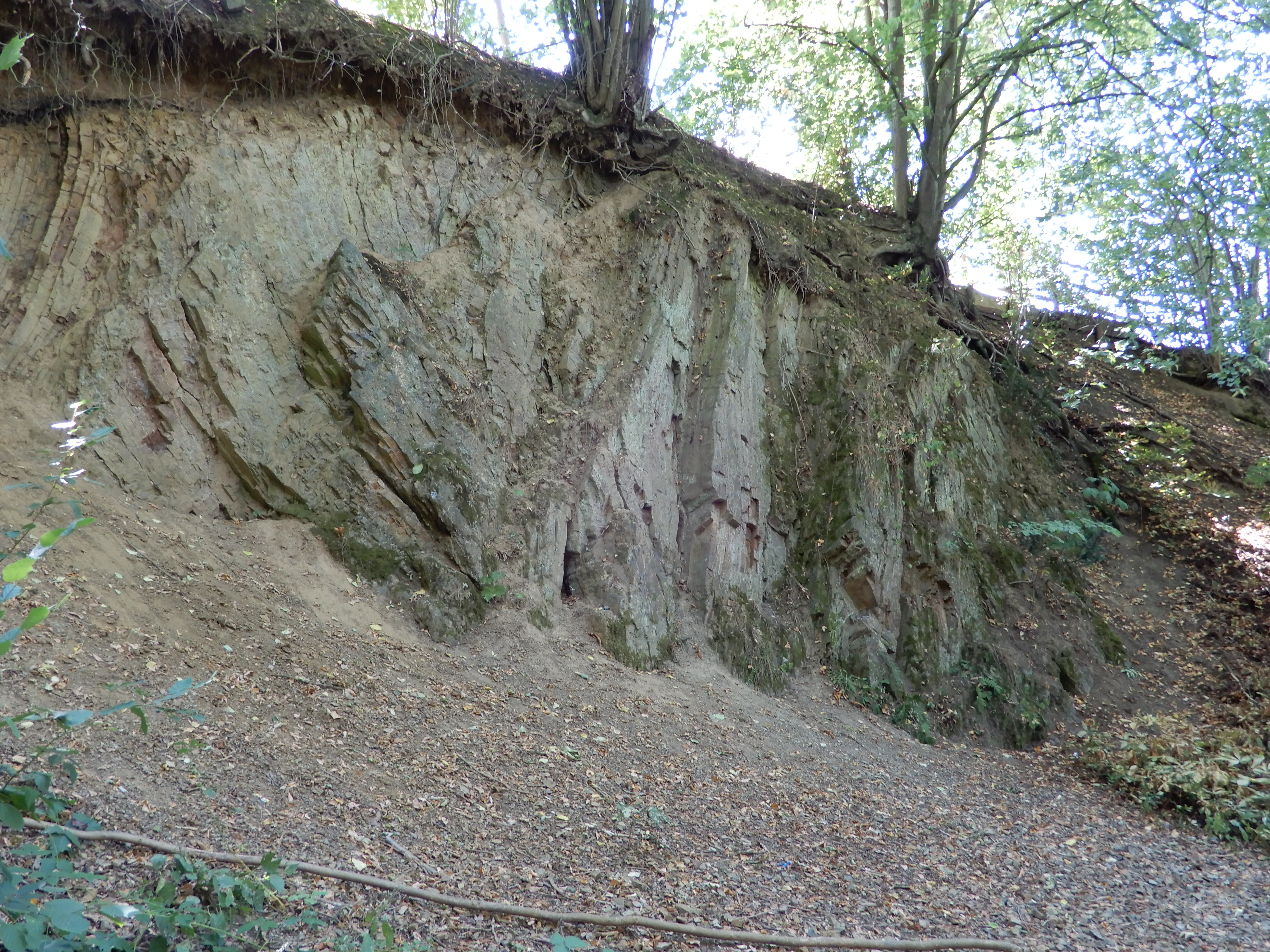
Fuchshaller Steinbruch

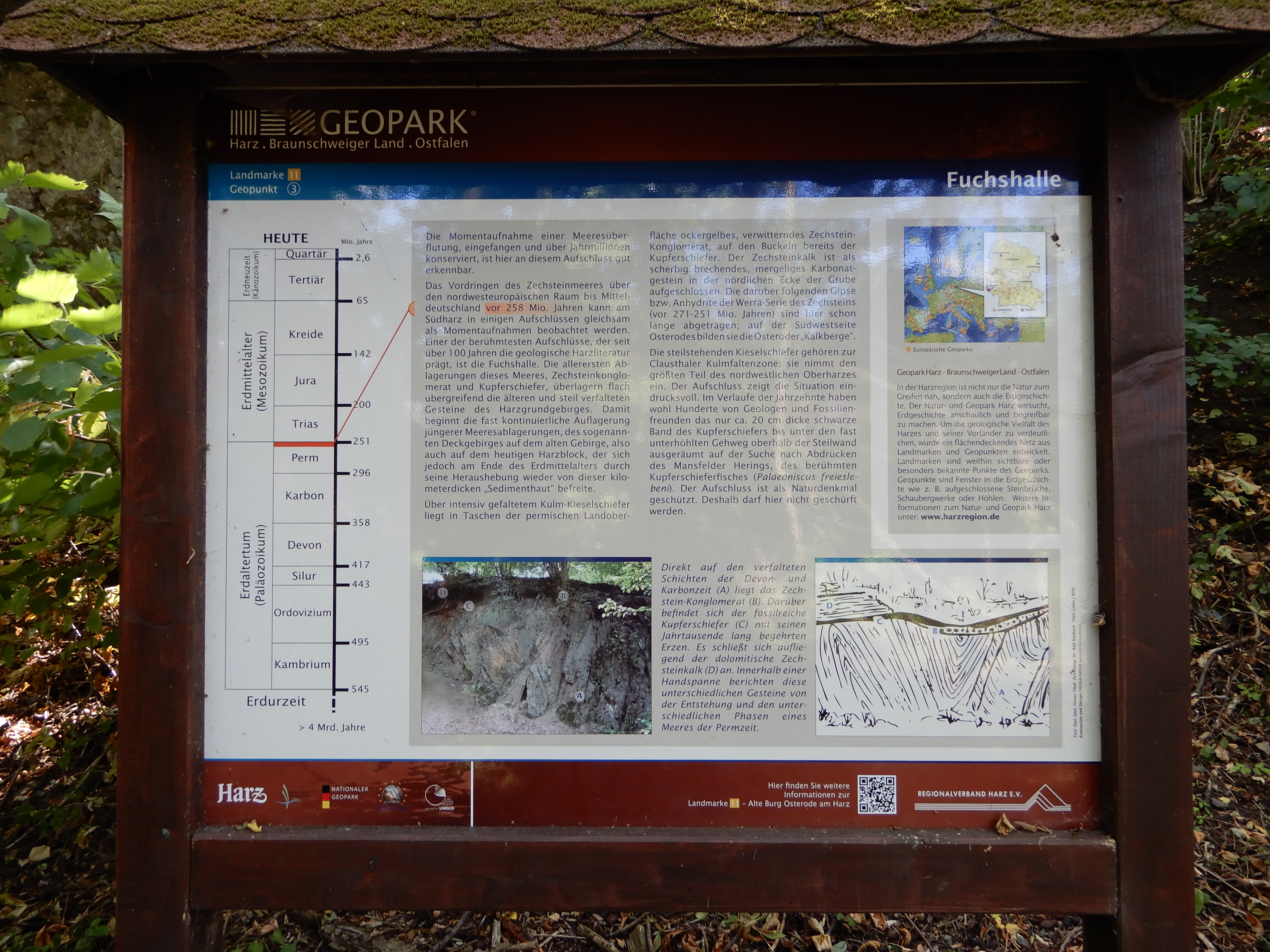
Naturdenkmal Fuchshaller Steinbruch (Infotafel)

Die Fuchshalle ist ein ehemaliger Steinbruch im Stadtgebiet von Osterode am Harz. Er liegt östlich des Fuchshaller Weges (Richtung Altes Krankenhaus). Die Stratigraphie seiner Gesteine reicht vom Ober-Tournaisium bis zum Unter-Viséum (Unterkarbon). Es handelt sich um flach liegende Kupferschiefer des Zechstein I und graue Mergel-Zwischenlagen.
Der ehemalige Steinbruch ist als Naturdenkmal geschützt. Die Fuchshalle steht auf der Liste von Landmarken und Geopunkten des Regionalverbandes Harz.